# 民生集团
民生实业（集团）有限公司 （Minsheng Industrial (Group) Co., Ltd.）简称民生集团，总部位于重庆市渝中区新华路83号民生大厦，集团由卢作孚于1925年6月10日在重庆创立，1952年因三反五反而停业，1984年由卢作孚儿子盧國紀重建，经过多年发展逐渐形成了以长江航运、物流、能源和地产为主营方向的大型国有控股企业。

## 历史沿革

### 民國成長時期

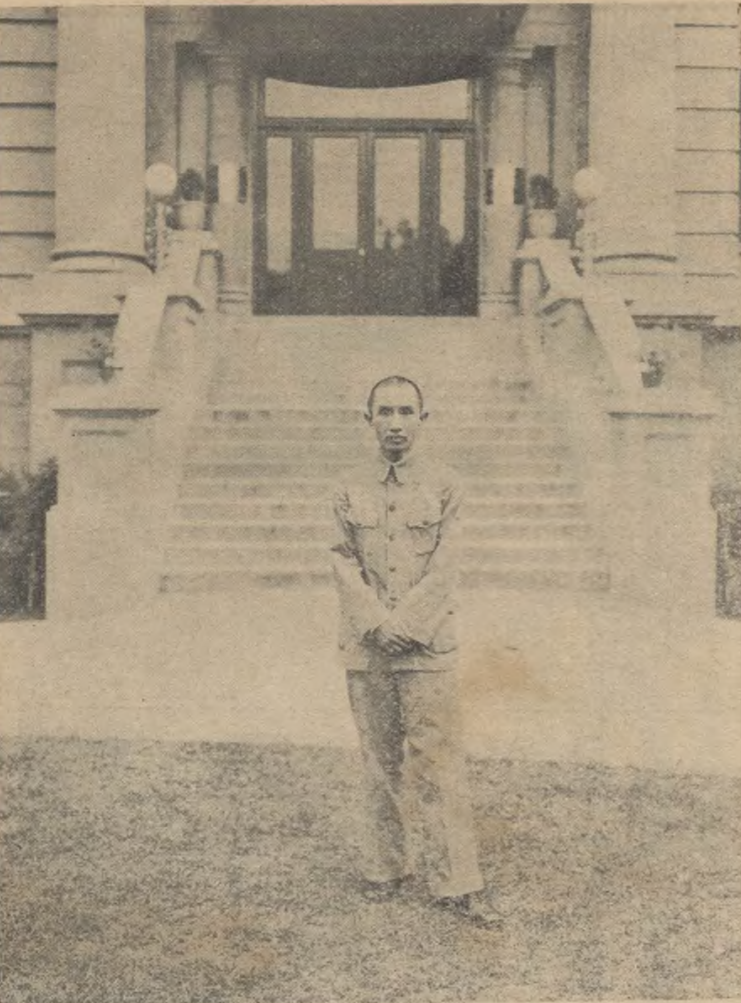
1935年时任民生实业公司总经理的卢作孚

早年的卢作孚通过自学成为了一名教师，后又成为报纸编辑，并在四川、上海结识了一些有名望的友人。因目睹长江上的航运由外商垄断、对国人态度恶劣而决定创立轮船公司以“实业救国”。
1925年10月11日卢作孚在合川知事郑东琴、县教育局长陈伯遵的支持下，约陈伯遵等12人募集到3.5万元，到上海和兴造船厂订购建造了70吨的“民生”号轮船，1926年7月23日开通了第一条合川到重庆的嘉陵江每日定期航线。1926年6月，在重庆成立了“民生实业股份有限公司”，取孙中山先生提倡的三民主义中的“民生”，招100股，股金5万元，石壁轩任董事长，卢作孚被推为总经理。公司废除了买办制，实行经理负责制，改善了轮船上的服务，引入一系列的管理措施，使公司名声大增。
1927年民生轮首航涪陵成功，民生公司首次进入了长江，1928年浅水轮船“新民”代替“民生”进行重庆－合川航线的航行不再受嘉陵江枯水季节的影响。1928收购了“民望”号并开始在重庆建立民生机器厂，以修理船舶。从1930年到1936年，民生公司一共合并、收购了中、日、法、英、意等国25家公司的43条轮船。在整条长江航运线上，民生公司的船只占各大轮船公司轮船总数的46.46%，货运量占川江轮船货运的59.5%。1932—1936年，因与外国航业竞争，兼之在长江举办申渝直航业务，财务周转发生困难，于是扩大募股，中国银行、交通银行、金城银行及宋子文等财阀先后入股，并担任董事和常务董事。
1937年中国抗日战争爆发，民生公司有46艘18718吨。1937年11月26日，国民政府主席林森乘民生公司派的专轮“民风”抵达重庆并宣布迁都重庆。卢作孚组织公司的船舶开始了上海、南京、宜昌等地区人员、工厂及物资的大撤退，全力以赴撤退工厂、政府机关、科研机构、学校和人员到大后方并运输兵员、武器、弹药、物资到前线。民生公司先后抢运军工物资及厂矿设备器材约20万吨，撤退人员47万多人。而在这一过程中，民生公司的船员有117人牺牲，被炸沉、炸坏的船只16艘，因军运事故毁坏6艘。到1945年8月抗战胜利，有大小轮驳船116艘、载重3.64万吨。
抗战胜利后，动用战时积存和外汇200万美元购买美国抛售的二战剩余物资中的各种轮船20余艘3万吨，还向银行大量贷款。其中最大一笔是1946年10月30日，民生公司向加拿大帝国银行、多伦多银行等贷款1275万加元，年息3厘，分10年还本，由国民政府担保；在香港借款150万元港币；内外债务800多万元，建造9艘船15084吨，其中两艘开回长江，参加长江运输，7艘开到了香港，开辟沿海和南洋航线。后因战后复员川江航运地位一落千丈、刘邓大军千里跃进大别山后国军为防止共军南渡长江对沿线各港口封锁、宵禁、断航，民生公司大面积停航，营运不佳，企业财务十分困难。第二次國共内战后期民生公司很多船舶被国军征用，使公司处于十分困难的局面。1949年11月，长江已经有了110艘船；海上也有了18艘海船。1949年12月海船全部集中香港，成立香港民生实业有限公司，主要在香港地区经船隻代理业务，同时也经营自有房产的出租业务。1949年底，民生公司共80万股，其中国民政府中、交两行和四川省银行持151 162股，占18.90%。
经过二十余年的所谓的“惨淡经营”（与政府的良好关系、先进的管理和优良的服务），到1949年已拥有江、海船舶148艘；航线从长江及其支流开始，延伸到中国沿海、台湾，东南亚各国、日本、印度；分支机构遍及长江沿线和中国沿海各主要港口、台湾、香港和东南亚、美国、加拿大；员工7960人。此外，还拥有造船厂、发电厂和各港口的许多码头、仓库；投资银行、保险、钢铁、机械、纺织、煤矿、水泥等六十余项实业；是当时中国最大和最有影响的民营企业集团。 

### 解放中國初期
1950年，民生公司陷入既无钱支付国内国外贷款本息，又无力经营的困境。1950年3月21日北京中国银行总行贷款给民生公司100万港币，以支付到期利息。走投无路之际，民生公司驻京代表何乃仁1950年3月24日向周恩来总理提出公私合营建议，并于4月专程到香港向卢作孚传达周恩来总理等中央领导意见，请其和民生公司滞港船只回国。在外汇奇缺的情况下，中央政府同意设法为民生公司偿付到期债务，并在中国加拿大建交后继续为民生公司担保。卢作孚感到绝处逢生，坚定了率船归国的信心。1950年6月10日，卢作孚离开香港经广州到北京。作为特邀代表，参加了6月15日在怀仁堂召开的全国政协第一届第二次会议，两次受到毛泽东主席接见和便宴招待,还与周恩来总理、陈云副总理多次交谈。6月底，中国银行第二次贷款51.6万港币，换成美元偿还加拿大的利息。7月8日，中央人民政府交通部代表张文昂、于眉、王寄一、周启新、吴绍树、欧阳平等7人与卢作孚等民生公司代表商定公私合营问题，签订《民生公司公私合营过渡办法草案》共5条。民生股东希望通过公私合营更容易获得政府贷款以维持运转，其次希望公股代表帮助平息生活极端困难的劳方怒气、安抚劳资纠纷。8月10日，由中央人民政府交通部部长章伯钧与民生公司总经理卢作孚，在北京正式签订《民生实业公司公私合营协议书》共7条。1950年9月18日，交通部委派中国人民轮船总公司经理于眉为首席代表，交通银行副总经理张平之及长江区航务局重庆分局局长何郝炬为副首席代表，以及中央交通部航务总局秘书处副处长张祥麟、中央交通部航务总局副局长王寄一、公司海员工会代表（暂未定具体人选）等共6名公股代表，前往民生公司参加第二十四届第三次董事会。会议一致通过《民生实业公司公私合营协议书》，将公股代表何郝炬、张平之2人补充为常务董事。民生公司进入公私合营的过渡阶段，负责领导公私合营工作的“公股组”（中央交通部长航局重庆分局代表）进驻公司，恢复运输生产，1950年9月开始实行初步的民主改革和机构改革，对股权、资产和债权、债务进行清理。查明公股为23%，为第一大股东。与1949年相比，1950年客运量和客运周转量分别提高100%、275%，货运量和货运周转量分别提高84%、68%；1951年客运量虽比1950年低0.60%，但货运周转量提高了14.80%；1952年1—8月，客轮运量也有提高。在扩大西南出口、川粮东运和支援新建成渝铁路等重点物资运输上，发挥了积极作用。民主改革作为一场轰轰烈烈的群众运动，在初期出现了一些偏差和失误，如生产服从革命，导致停产停航的时间较多；打击面过宽，不少熟悉业务的高级人员被调离或受到冲击；公司的经营管理一时出现了不少漏洞;债务还本付息压力沉重；最严重的是沉船事故频繁发生，1950年至1952年8月发生海损事故502件，死亡232人，“事故平均每二天一次”，大大超过了战争时期。；影响了民生公司扭转亏损局面的进程和自我改造的进程。1950年1月—1952年6月，公司亏损达540多亿元（旧币），国内债务高达800亿元（旧币）。民生公司1951年全年亏损339.7万元。1951年6月11日，总公司改组为总管理处与重庆分公司，副总经理童少生兼任重庆分公司经历，总管理处下属7个分公司和9个办事处，并对69名顾问适当精简。
1951年12月28日，成立公司民主改革研究委员会，公私方代表彭光伟、李海涛、何郝炬、张祥麟、欧阳平、康心如、卢作孚、童少生为委员，卢作孚为主任委员，彭光伟为副主任委员。
在1952年初的三反运动中，内部揭露贪污及严重浪费现象。2月2日，在民生实业公司大楼的走廊里贴有大批“大字报”，内容是质问“公股代表为什么不下基层来，不到工人中间来”、“公股代表难道就没有贪污行为”等等。卢作孚受到冲击，2月6日上午8点半至中午12点，在民生公司资方代理人学习小组会上，卢作孚第一次当众检讨“公私不分”的“旧生活方式”，“解放后尽管我当心学习，但生活习惯不是一朝一夕可以改变过来的”。公股组首席代表何郝炬后来回忆：2月5日民生公司的川江主力船“民铎”轮在丰都附近水域发生事故触礁沉没，“死了一个最棒的船长，此事对卢作孚打击很大，有人认为这也是促使卢作孚绝望的原因之一。”2月7日上午，卢作孚前往西南军政委员会，准备将自己的委员证章交还，表明有辞去军政委员之意。1952年2月8日上午，由民生公司海员工会和公方股份代表组发起召开“民生公司‘三反’坦白检举大会”，会议主题是揭发资方腐蚀国家干部。何郝炬被调走后，继任首席公股代表张祥麟主持大会。2月8日上午散会后，张祥麟对卢作孚说：“群众对我的意见很大呀。”卢作孚说：“对我的意见比你更大。”这天下午，卢作孚照常上班，在办公室里处理了一些琐碎事务，签发了几个文件。其间还到过秘书科，在那里仔细地交待了对“民铎”轮的施救办法。2月8日晚上在重庆市民国路20号家中服安眠药自杀身亡。据其儿子卢国纪回忆的遗嘱内容，其中第二条为“民生公司股票交给国家”。民生公司襄理及大船船长以上骨干几乎全部入狱，其中两人被杀。总经理一职由董事会按照公司章程规定聘请刘惠农担任。
1952年6月，民生公司请求中央交通部投资1 000亿元（旧币）以偿还债务。西南财委一次性拨油1200吨准予分期付款。1952年8月25日，民生公司举行第二十四届第十七次董监联席会议。会议追认中央人民政府交通部投资1 000亿元（旧币），核定资本额及公积金，民生公司的资本结构发生重大变化，公股比重60%；将公司投资及附属事业转让于各地政府，以其处理价款作为清偿公司债务之用，改总管理处为总公司，并由重庆迁移汉口；改组董监理事会，由交通部加派公股代表10人，常务董事会由公股代表5人，私股代表4人组成，设董事长1人，副董事长4人。会议选举李一清（中南财委副主任）、刘惠农、张平之（交通银行总经理）、张文琦（长江区航务局副局长）、欧阳平（中央交通部参事）、周孝怀（原公司董事）、郑东琴（原公司董事长）、吴晋航（原公司董事、和成银行总经理）、康心如（原公司董事）为常务董事，周孝怀任董事长，李一清、张之琦、郑东琴、吴晋航为副董事长，聘任长江区航务局局长刘惠农为总经理，张文昂、童少生、张文冶、肖鹏为副总经理，当即得到中央人民政府交通部批准。民生公司实行公私合营后改革了领导制度，重视董监会的权益，以政府干部为骨干，建立了企业党组织。民生公司董监事原为37人，公私合营后董监会依照公私股的比例，公股应为24人，私股为13人。为照顾私股各方，经上级批准公股减为23人，私股增为14人；在许多重大问题决策上，采取“事前协商，会议议决”的民主方式。9月1日在重庆召开第一次经理会议，总经理刘惠农指出公司必须实行民主改革、发扬民主，发动群众，进行组织机构和制度的改革，统一生产管理和生产计划，完成国家分配的运输任务，争取收支平衡，进一步做到盈利，为人民生产建设服务。公司下设重庆、万县、宜昌、汉口、上海、广州分公司与南京、沙市、涪陵、泸州、叙府等办事处。9月5日下午15时，在重庆市搬运工人大厦举行庆祝公私合营大会，西南局统战部副部长程子健、重庆市长曹荻秋、西南军政委员会交通部部长赵健民与公司千余名职工出席。会后，民生公司总部迁往汉口。1952年9月10日，民生实业公司正式更名为“公私合营民生轮船公司”，受到毛泽东褒扬。。首先在公司成立党组，长江航务局及各分局、民生公司总管理处和各分公司的党内负责干部组成，中财委、中央交通部、交通银行、海关以及西南、中南、东南交通部派人参加，公司党组隶属于中央交通部党组领导。汉口总公司党组由刘惠农、谢邦治、张明、张文昂4人组成。
1952年9月1日实行公私合营至1952年年底，民生公司完成运输生产任务，且扭亏为盈，4个月盈余128亿元（旧币）。1953年盈利640亿元（旧币）。1953年10月11日《人民日报》头版发表短评《公私合营企业的一个范例》：

新中国四年来，发展了许多公私合营企业。这些企业在合营之后，大都改善了经营管理，提高了生产，发展了业务，并且都获得了盈余。民生轮船公司的情况，就是这些企业中的一例。

民生轮船公司是一个规模较大的私营航运业。过去由于机构臃肿、经营不善，以致年年亏损。解放后，人民政府虽不断贷款维持，但因公司本身没有从根本上加以改革，仍然没有能够扭转一直赔累的局面。去年秋天公私合营之后，国家派遣干部参加了经营管理，在国营经济领导下，整顿了机构，进行了一系列的民主改革与生产改革，召开了职工代表会，开展了增产节约运动。职工的生产积极性得到高度发挥，生产效率也就迅速提高起来，企业经营也很快转亏为盈。私股十数年来第一次分到了股息，职工的生活福利也得到了进一步的改善。这些成绩的获得，是与国营经济的领导，企业中公股的领导分不开的；是与国家在技术、资金、原料、设备供应等方面的大力扶助分不开的；是与职工劳动态度的转变，高度地发挥生产积极性分不开的。

这也充分地说明了：私营企业中由于加入了社会主义成份，便从资本主义性质的生产关系转变为半社会主义性质的生产关系，使生产力获得了广泛的活动场所，迅速地获得提高。这就是公私合营企业优越性之所在。

其次，我们从民生轮船公司合营后业务发展的过程中，还得出如下一些经验：第一，必须在政府和工人阶级的领导下，进行民主改革与生产改革，把旧机构遗留下来的经营落后、生产浪费、机构臃肿等致命病根，比较彻底地加以革除，并在新的基础上，建立各种进步的制度，尤其是民主管理的制度，树立为国家建设与人民需要服务的新的经营方针。这些改革，是前进的起点，都是十分必要的。第二，企业成立了新的董事会，公私代表都应尊重双方权益，发挥董事会的职权，对企业的重大问题，恰当地采取了协商的方式，加以解决。这不但提高了私股的积极性，同时，也使公私双方在国家政策与计划之下，协力合作，依靠职工，搞好了业务。第三，合理地分配盈余，既可保证生产事业的正常发展和照顾职工的生活与福利，也使投资人有利可得。这就具体而生动地体现了国家公私兼顾的经济政策，因而提高了私方经营的信心。

解放以来，公私合营企业已有了很大的增加。这种国家资本与私人资本合作的经济的发展，对发展生产与保证社会供应，都起了良好的作用，是为国家经济建设所需要的，也是私营企业实行社会主义改造的一个重要步骤。今后随着国家经济建设事业的开展，公私合营企业无疑还会有更多更广泛的增加。因此，对这一工作，亟应引起我们重视。尤其是已经公私合营的企业，应该创造与总结更多更成熟的经验，以便交流和推广。

1954年盈利1214万元。1955年盈利1750万元。3年半内上缴税收1460万元。按照公司合营企业利润“四马分肥”，即国家税金、企业公积金、企业工人奖励基金、股东红利4部分各占25%，合影后的1952年后4个月分得股息4厘、1953年5.5厘、1954年8厘、1955年13.2厘，名列全国公私合营企业榜首。3年半新建改建船舶79艘，增加载重吨34790吨。1955年公股占比76.11%。1955年11月中共中央在中南海怀仁堂召开的各省、市委代表参加的关于资本主义工商业改造的会议上，刘惠农就武汉市私营工商业改造特别是民生轮船公司的情况作《和平改造资本主义工商业是必要的可能的》的专题报告，毛泽东、刘少奇、周恩来、陈云、邓小平均出席，毛泽东给予肯定。1955年12月3日《人民日报》第2版用全部版面发表了刘惠农的文章《进一步做好改造资本主义工商业的工作 和平改造资本主义工商业是必要和可能的》
1955年6月20日国务院决定航运业全行业实行公私合营，“四马分肥”制度改为“定息”制度。1956年8月1日经过充分协商，实行经济改组，定股定息，民生轮船公司并入长江航运管理局。

### 1980年代改开后重建
1984年初，胡耀邦同志到重庆视察之后，提出长江航运国营、集体、个体都可以参与，“人民长江人民走”。在政府的支持之下，卢国纪由此决定在重庆与一些老民生员工重建民生集团。
1984年3月31日，民生公司长江后组建的第一个船队“东风五号”的三艘驳船，满载1400吨煤炭，由重庆首航江苏高港，揭开了民生船队重返长江的序幕，民生公司成为中国第一家进入国民经济重要领域的非公有制企业。
2003年6月13日民生公司的货运轮船首次试用了三峡船闸。
因为大宗货物的长江水运成本低廉、速度快，再加上三峡大坝蓄水的机遇，集团经过20年的发展，民生公司已在中国沿海及长江沿线各主要城市和港口有拥有30余家子公司和分支机构，发展成为中国最大的民营航运企业集团。

## 主要独资或合资公司
- 民生轮船股份有限公司
- 渝新欧（重庆）供应链管理有限公司
- 民生能源（集团）股份有限公司
- 民生国际货物运输代理有限公司（重庆）
- 民生国际船务代理有限公司（上海）
- 民生物流有限公司(与长安集团合资成立长安民生物流有限公司)
- 民生物流有限公司(与长虹集团合资成立长虹民生物流有限公司)
- 民生国际集装箱运输有限公司
- 民生对外贸易进出口公司